# Ли На
Ли На (на китайски: 李娜, на пинин: Lǐ Nà) е професионална тенисистка от Китай.

## Биография
На осемгодишна възраст тя започва активни уроци по тенис. За период от две години участва в състезания по бадминтон. През 1996 г. На Ли за първи път участва в състезание от сериите ITF. Китайската тенисистка има спечелени 19 титли в индивидуални надпревари и 16 титли на двойки. В WTA – сериите, има спечелени 8 титли поединично и 2 титли с партньорка. Тя е полуфиналистка от Летните олимпийски игри в Пекин през 2008 г. и от Откритото първенство на Австралия през 2010 г. През 2006 г. става първата в историята на тениса китайка, която влиза в Топ 30 на женския тенис. Отличното ѝ представяне в международните състезания и извоюват място в Топ 10 на Световната ранглиста на женския тенис през 2010 г. Това я превръща в първата китайска тенисистка, попаднала в престижната десетка на най-добрите тенисистки в света.
През 2004 г. Ли На печели първата си титла от WTA. Тя побеждава словашката тенисистка Мартина Суха с резултат 6:3, 6:4. Тази победа я изкачва с двадесет позиции в ранглистата на Женската тенис асоциация. През 2006 г. На Ли побеждава рускинята Светлана Кузнецова на турнира Уимбълдън и по този начин се превръща в първата китайска тенисистка, която достига до четвъртфинал за турнир от Големия шлем. Следващата си титла, китайската тенисистка печели в Австралия. На силния турнир по тенис „Бризбейн Интернешънъл“, в модерното спортно съоръжение „Куинсленд Център“, На Ли побеждава представителката на Беларус Виктория Азаренка с 4:6, 6:3, 6:4.
На 13 юни 2010 г. китайската тенисистка печели ежегодния турнир „АЕГОН Класик“, провеждащ се в английския град Бирмингам. Във финалния двубой, тя надиграва руската тенисистка Мария Шарапова с резултат 7:5 и 6:1.
На 14 януари 2011 г. Ли На печели шампионската титла на сингъл от турнира „Медибанк Интернешънъл“ в австралийския град Сидни, като побеждава белгийската тенисистка Ким Клейстерс с резултат 7:6 и 6:3. На 04.06.2011 г. печели шампионската титла на сингъл от Откритото първенство на Франция. Във финалната среща, тя надделява над италианската си опонентка Франческа Скиавоне с резултат 6:4, 7:6.
В професионалната си кариера Ли има 9 WTA титли, като две от тях са от Големия шлем на Ролан Гарос 2011 и Australian Open 2014. Ли е първата азиатска тенисистка, печелила титла от Големия шлем. Тя става и първата финалистка от Азия на такова ниво, след като играе във финалната среща на Australian Open 2011, а след това и на Australian Open 2013. Ли е трикратна четвъртфиналистка на Уимбълдън, полуфиналистка на Летни олимпийски игри 2008 и US Open 2013 и финалистка на Шампионат на WTA Тур 2013. Ли На е световна No.2 на 17 февруари 2014 г., но седем месеца по-късно тя слага край на професионалната си тенис кариера, като причина за това е контузия. Тя е най-успешната азиатска тенисистка.

## Финали

### Сингъл: 21 (9 – 12)
| Легенда                              |
| ------------------------------------ |
| Турнири от Големия шлем (2 – 2)      |
| Шампионат на WTA Тур (0 – 1)         |
| Задължителни Висши & Висши 5 (1 – 3) |
| Висши (1 – 2)                        |
| Международни (5 – 4)                 |

| Финали по настилка |
| ------------------ |
| Твърда (7 – 7)     |
| Трева (1 – 1)      |
| Клей (1 – 4)       |
| Мокет (0 – 0)      |

| Изход      | No. | Дата       | Турнир                                        | Настилка   | Опонент              | Резултат                   |
| ---------- | --- | ---------- | --------------------------------------------- | ---------- | -------------------- | -------------------------- |
| Шампионка  | 1.  | 03/10/2004 | Гуанджоу Интернешънъл, Гуанджоу, Китай        | Твърда     | Мартина Суха         | 6 – 3, 6 – 4               |
| Финалистка | 1.  | 01/05/2005 | Ещорил Оупън, Ещорил, Португалия              | Клей       | Луцие Шафаржова      | 7 – 6(7 – 4), 4 – 6, 3 – 6 |
| Финалистка | 2.  | 07/05/2006 | Ещорил Оупън, Ещорил, Португалия              | Клей       | Джън Дзие            | 7 – 6(7 – 4), 5 – 7 отк.   |
| Шампионка  | 2.  | 05/01/2008 | Бризбейн Интернешънъл, Голд Коуст, Австралия  | Твърда     | Виктория Азаренка    | 4 – 6, 6 – 3, 6 – 4        |
| Финалистка | 3.  | 08/03/2009 | Монтерей Оупън, Монтерей, Мексико             | Твърда     | Марион Бартоли       | 4 – 6, 3 – 6               |
| Финалистка | 4.  | 14/06/2009 | АЕГОН Класик, Бирмингам, Великобритания       | Трева      | Магдалена Рибарикова | 0 – 6, 6 – 7(2 – 7)        |
| Шампионка  | 3.  | 13/06/2010 | АЕГОН Класик, Бирмингам, Великобритания       | Трева      | Мария Шарапова       | 7 – 5, 6 – 1               |
| Шампионка  | 4.  | 14/01/2011 | Медибанк Интернешънъл Сидни, Сидни, Австралия | Твърда     | Ким Клейстерс        | 7 – 6(7 – 3), 6 – 3        |
| Финалистка | 5.  | 28/01/2011 | Аустрелиън Оупън, Мелбърн, Австралия          | Твърда     | Ким Клейстерс        | 6 – 3, 3 – 6, 3 – 6        |
| Шампионка  | 5.  | 04/06/2011 | Ролан Гарос, Париж, Франция                   | Клей       | Франческа Скиавоне   | 6 – 4, 7 – 6(7 – 0)        |
| Финалистка | 6.  | 13/01/2012 | Апия Интернешънъл Сидни, Сидни, Австралия     | Твърда     | Виктория Азаренка    | 2 – 6, 6 – 1, 3 – 6        |
| Финалистка | 7.  | 20/05/2012 | Интернационали БНЛ д'Италия, Рим, Италия      | Клей       | Мария Шарапова       | 6 – 4, 4 – 6, 6 – 7(5 – 7) |
| Финалистка | 8.  | 13/08/2012 | Роджърс Къп, Монреал, Канада                  | Твърда     | Петра Квитова        | 5 – 7, 6 – 2, 3 – 6        |
| Шампионка  | 6.  | 19/08/2012 | Уестърн енд Съдърн Оупън, Синсинати, САЩ      | Твърда     | Анджелик Кербер      | 1 – 6, 6 – 3, 6 – 1        |
| Шампионка  | 7.  | 5/01/2013  | Шънджън Оупън, Шънджън, Китай                 | Твърда     | Клара Закопалова     | 6 – 3, 1 – 6, 7 – 5        |
| Финалистка | 9.  | 26/01/2013 | Аустрелиън Оупън, Мелбърн, Австралия          | Твърда     | Виктория Азаренка    | 6 – 4, 4 – 6, 3 – 6        |
| Финалистка | 10. | 28/04/2013 | Порше Тенис Гран при, Щутгарт, Германия       | Клей (з)   | Мария Шарапова       | 4 – 6, 3 – 6               |
| Финалистка | 11. | 28/10/2013 | Шампионат на WTA Тур, Истанбул, Турция        | Твърда (з) | Серина Уилямс        | 6 – 2, 3 – 6, 0 – 6        |
| Шампионка  | 8.  | 04/01/2014 | Шънджън Оупън, Шънджън, Китай                 | Твърда     | Шуай Пън             | 6 – 4, 7 – 5               |
| Шампионка  | 9.  | 25/01/2014 | Аустрелиън Оупън, Мелбърн, Австралия          | Твърда     | Доминика Цибулкова   | 7 – 6(7 – 3), 6 – 0        |
| Финалистка | 12. | 29/03/2014 | Сони Оупън Тенис, Маями, САЩ                  | Твърда     | Серина Уилямс        | 5 – 7, 1 – 6               |

(з) = В зала

### Двойки: 2 (2 – 0)
| Легенда                              |
| ------------------------------------ |
| Турнири от Големия шлем (0 – 0)      |
| Шампионат на WTA Тур (0 – 0)         |
| Задължителни Висши & Висши 5 (0 – 0) |
| Висши (0 – 0)                        |
| Международни (2 – 0)                 |

| Финали по настилка |
| ------------------ |
| Твърда (1 – 0)     |
| Трева (1 – 0)      |
| Клей (0 – 0)       |
| Мокет (0 – 0)      |

| Изход     | No. | Дата       | Турнир                                     | Настилка | Партньор       | Опоненти                           | Резултат            |
| --------- | --- | ---------- | ------------------------------------------ | -------- | -------------- | ---------------------------------- | ------------------- |
| Шампионки | 1.  | 18/06/2000 | Ташкент Оупън, Ташкент, Узбекистан         | Твърда   | Ли Тинг        | Ирода Туляганова Анна Запорожанова | 3 – 6, 6 – 2, 6 – 4 |
| Шампионки | 2.  | 18/06/2006 | Ди Еф Си Класик, Бирмингам, Великобритания | Трева    | Йелена Янкович | Джил Крейбъс Лизел Хубер           | 6 – 2, 6 – 4        |